# John Greenleaf Whittier

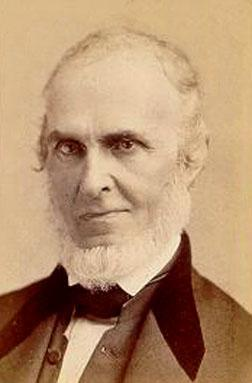
John Greenleaf.

John Greenleaf Whittier (17 de diciembre de 1807 - 7 de septiembre de 1892) fue un influente poeta y abogado estadounidense figura destacada en la abolición de la esclavitud en los Estados Unidos de América. Es frecuentemente citado como uno de los Fireside Poets.
Nació en Haverhill, Massachusetts y era Cuáquero. Hijo de agricultor, dedicó su vida las causas de la naturaleza. Poeta laureado de la abolición, contribuyó en las campañas contra a esclavitud. Es autor de las obras: Snow-Bound, The Slave Ships, Ichabod, A Dream of Summer, My Playmate, entre otras.